# Ngày thứ Tư tro bụi (bài thơ)
Ngày thứ Tư tro bụi (tiếng Anh: Ash Wednesday) – là một bài thơ dài đầu tiên kể từ khi Eliot cải đạo sang Anh giáo vào năm 1927. Bài thơ này in năm 1930 nói về cuộc đấu tranh của những người thiếu lòng tin trong quá khứ và đang khát khao hướng về Thiên Chúa. Nhà thơ Anh Edwin Muir cho rằng "Ngày thứ Tư tro bụi là một trong những bài thơ hay nhất, hoàn hảo nhất của T. S. Eliot". Cùng với các tác phẩm: Bản tình ca của J. Alfred Prufrock, Đất hoang, Những kẻ rỗng tuếch, Bốn khúc tứ tấu - Ngày thứ Tư tro bụi là một tác phẩm rất quan trọng của thơ ca thế giới trong thế kỷ XX.

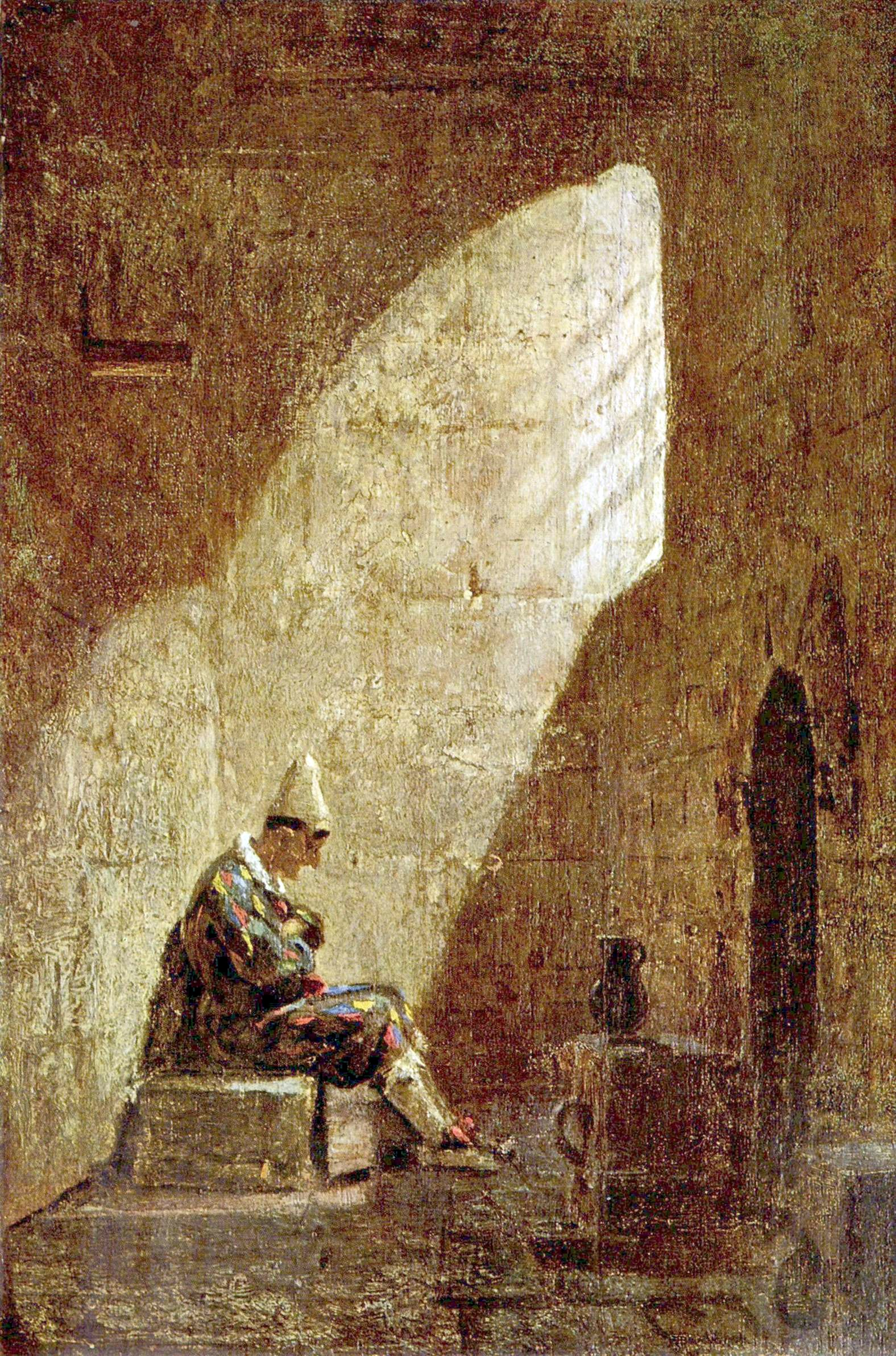
Thứ Tư tro bui. Tranh của Carl Spitzweg

## Tổng quát
Ngày thứ tư tro bụi hay Thứ tư Lễ Tro (Ash Wednesday) – một khái niệm đặc thù của Kitô giáo. Đây là tên gọi của ngày bắt đầu Mùa Chay bốn mươi ngày, khi Chúa Thánh Linh đưa Chúa Giê-su đến nơi hoang mạc (Phúc âm Matthew 4:1-11). Hình dung từ "tro bụi" gắn liền với lễ xưng tội của ngày này: kẻ xưng tội lấy tro vẽ hình thập giá lên trán và nhắc lại lời chép trong Kinh Thánh: "Ngươi là bụi, ngươi sẽ trở về bụi" (Sách Sáng thế 3:19).
Trường ca Ngày thứ tư tro bụi đánh dấu một bước ngoặt trong sáng tạo của Eliot: chuyển từ sự thất vọng, hoài nghi – là đặc trưng của dòng văn học "thế hệ mất mát"(lost generation) thập niên 20 đến sự tìm tòi những giá trị bền vững, chắc chắn hơn. Eliot tìm thấy những giá trị này ở Anh giáo, tuy vậy quan niệm triết học-đạo đức của ông có nhiều chỗ không trùng hợp với giáo luật chính thống. Nhà thơ hiểu những khái niệm như: con người, cuộc sống, văn hóa, đạo lý… một cách rộng hơn, phong phú hơn, mà đặc biệt là mang tính nhân văn nhiều hơn. Trong trường ca này bắt đầu hình thành một quan niệm triết học mới xuyên suốt những sáng tác của ông trong ba thập kỷ tiếp theo mà Bốn khúc tứ tấu là một tác phẩm tiêu biểu.